# Trinity County (Kalifornie)
Trinity County je okres ve státě Kalifornie v USA. K roku 2010 zde žilo 13 786 obyvatel. Správním městem okresu je Weaverville. Celková rozloha okresu činí 8 307,5 km².

## Sousední okresy
| Růžice kompasu |                 | Siskiyou County             |               | Růžice kompasu |
| Růžice kompasu | Humboldt County | Sever                       | Shasta County | Růžice kompasu |
| Růžice kompasu | Humboldt County | Trinity County (Kalifornie) | Shasta County | Růžice kompasu |
| Růžice kompasu | Humboldt County | Jih                         | Shasta County | Růžice kompasu |
| Růžice kompasu |                 | Mendocino County            | Tehama County | Růžice kompasu |